# 绍讷沃
绍讷沃（法語：Chaux-Neuve，法語發音：[ʃo nœv]）是法国杜省的一个市镇，属于蓬塔利耶区。

## 地理
绍讷沃（46°40'41"N, 6°8'7"E）面积28.31 平方千米，位于法国勃艮第-弗朗什-孔泰大區杜省，该省份为法国东部内陆省份，北起上索恩省，西接汝拉省，东部及东南部与瑞士接壤，东北部与贝尔福地区省接壤。
与绍讷沃接壤的市镇（或旧市镇、城区）包括：勒克鲁泽、穆特、珀蒂特绍、阿叙尔-阿叙雷特、弗拉罗、沙泰尔布朗。

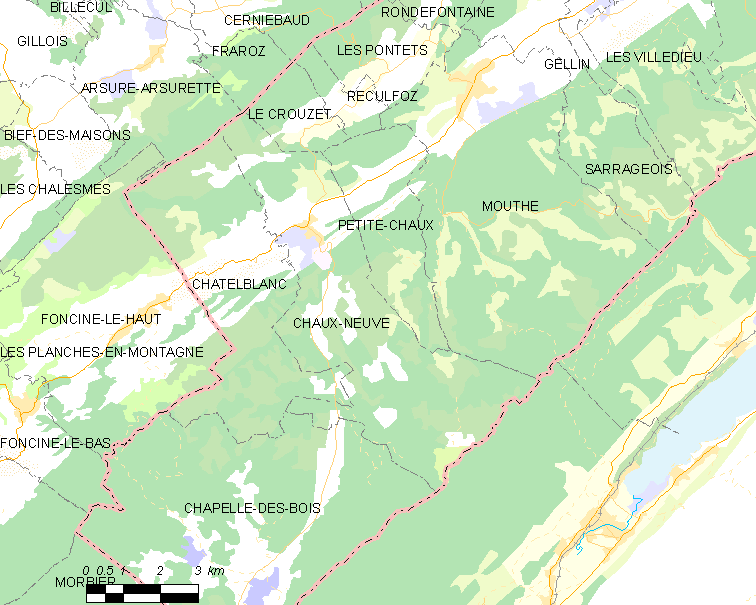
绍讷沃的OSM定位图

绍讷沃的时区为UTC+01:00、UTC+02:00（夏令时）。

## 行政
绍讷沃的邮政编码为25240，INSEE市镇编码为25142。

## 政治
绍讷沃所属的省级选区为弗拉讷县。

## 人口

1962-2008年间绍讷沃人口变化图示

绍讷沃于2022年1月1日时的人口数量为333人。